# Andreas Hafenegger

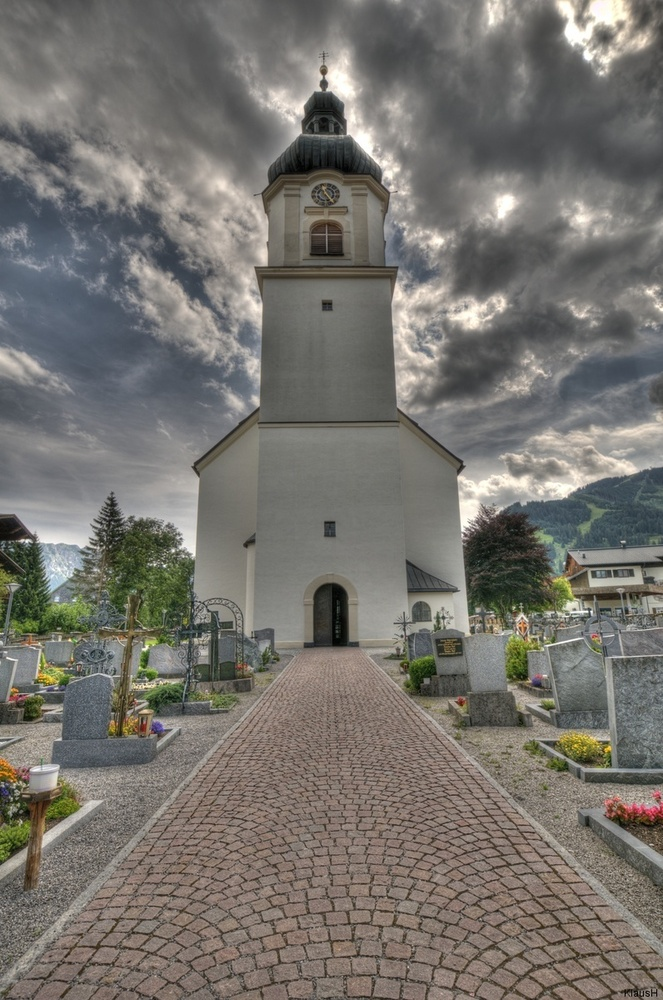
Pfarrkirche hl. Nikolaus in Tannheim

Andreas Hafenegger (* 1666 in Haldensee bei Grän; † 1745 ebenda) war ein österreichischer Architekt und Baumeister des Barocks.

## Leben
Andreas Hafenegger entstammte der alten Tiroler Baumeisterfamilie Haffenecker. 1694 heiratete er Maria Zöblin aus Haldensee. Aus der gemeinsamen Ehe stammen vier Kinder.

## Werke
- 1710–1711 Zunftkirche Bichlbach
- 1722–1724 Pfarrkirche Tannheim[2]
- 1728–1729 Pfarrkirche Ehrwald[2]
- Kapelle hl. Jakob in Haldensee